# Croc-Blanc
Croc-Blanc (em inglês:  White Fang) é um filme de animação francês por computador de 2018 dirigido por Alexandre Espigares. O filme estreou no Festival de Cinema de Sundance.

## Enredo
Um filhote de cachorro-lobo se separa de sua mãe e sua curiosidade pelo mundo ao seu redor o leva para a aventura de sua vida. Ao longo de sua jornada, o cão-lobo amadurece e se torna um animal nobre enquanto ganha o título de Presas Brancas de uma tribo indígena que o recebe quando um de seus cães de trenó não consegue mais trabalhar. Eventualmente, White Fang acaba sendo enganado por seu primeiro dono pela intrigante Beauty Smith e forçado a se tornar um cão de luta. Eventualmente, ele é descoberto pelo homem que se tornaria seu dono final; Marechal Weedon Scott. Weedon liberta White Fang e acaba se unindo a ele.

## Elenco
- Nick Offerman como Marechal Weedon Scott
- Rashida Jones como Maggie Scott
- Paul Giamatti como Beauty Smith
- Eddie Spears como Gray Beaver
- Dave Boat como Jim Hall
- Sean Kenin como Bookie
- Raquel Antonia como Vichi
- Daniel Hagen como Marechal Todd
- Stephen Kramer Glickman como Ned
- William Calvert como William
- Jason Grasl como três águias
- Armando Riesco como Curtis

## Recepção
No site do Rotten Tomatoes, ele tem um índice de aprovação de 88% com uma média de audiência de 7,2 em 10. Kate Erbland, do IndieWire, elogiou o filme, afirmando: "O poder e a majestade de White Fang, um ator maravilhoso, fazem a viagem que vale a pena. "Tim Brayton, do Alternate Ending, disse em sua crítica: "White Fang é uma das tentativas mais emocionantes de fazer algo diferente com a animação digital 3D que viu a luz do dia há muito tempo."